# 布龙泰
布龙泰（義大利語：Bronte），是意大利西西里大区卡塔尼亞廣域市的一个市镇。总面积249平方公里，人口19408人，人口密度77.9人/平方公里（2009年）。ISTAT代码为087009。